# Maglebrænde Sogn
Maglebrænde Sogn er et sogn i Falster Provsti (Lolland-Falsters Stift).
Maglebrænde Sogn hørte til Falsters Nørre Herred i Maribo Amt. I 1800-tallet var sognet anneks til Stubbekøbing Sogn, der lå i Stubbekøbing Købstad, som kun geografisk hørte til herredet. Maglebrænde sognekommune blev ved kommunalreformen i 1970 indlemmet i Stubbekøbing Kommune, der ved strukturreformen i 2007 indgik i Guldborgsund Kommune.
I Maglebrænde Sogn ligger Maglebrænde Kirke.
I sognet findes følgende autoriserede stednavne:
- Algestrup (bebyggelse, ejerlav)
- Fjendstrup (bebyggelse, ejerlav)
- Liselund (landbrugsejendom)
- Maglebrænde (bebyggelse, ejerlav)
- Stangerup (bebyggelse, ejerlav)